# Oleg Grabar
Oleg Grabar (3 listopada 1929 w Strasburgu, zm. 8 stycznia 2011 w Princeton) – amerykański historyk sztuki i archeolog.

## Życiorys
Był synem André Grabara, francuskiego historyka sztuki wczesnochrześcijańskiej i bizantyńskiej. Studiował na Uniwersytecie Paryskim i od 1948 w Uniwersytecie Harvarda (obie uczelnie ukończył w 1950). W 1955 roku uzyskał doktorat w Princeton University. W latach 1954–1969 był wykładowcą Uniwersytetu Michigan, od 1969 do 1990 Uniwersytetu Harvarda, w latach 1990-1998 Institute for Advanced Study. Swoje badania koncentrował głównie na sztuce islamu. 

## Wybrane publikacje
- City in the Desert with Renata Holod, James Knustad, and William Trousdale, Harvard University Press, (1978)
- Epic Images and Contemporary History: The Illustrations of the Great Mongol Shahnama (1982)
- The Mediation of Ornament (1992)
- The Shape of the Holy: Early Islamic Jerusalem
- Late Antiquity: A Guide to the Post-Classical World, with Glen Bowersock and Peter Brown, Harvard University Press, (1999)
- The Art and Architecture of Islam 650–1250, with Richard Ettinghausen and Marilyn Jenkins-Madina, Yale History of Art, 2001
- Late Antiquity: A Guide to the Postclassical World edited with G. W. Bowersock, Peter Brown, Harvard University Press, (2001)
- Mostly Miniatures (2002)
- "Islamic visual culture, 1100–1800", Ashgate, (2006)
- The Dome of the Rock, Harvard University Press, (2006)
- "The Haram Al-Sharif: An Essay in Interpretation," BRIIFS vol. 2 no 2 (Autumn 2000).. riifs.org. [zarchiwizowane z tego adresu (2012-10-04)].
- Constructing the Study of Islamic Art, 83 collected articles (4 vols, 2005–06)

## Publikacje w języku polskim
- Alhambra, przeł. Bogusław R. Zagórski, Warszawa: Wydawnictwa Artystyczne i Filmowe 1990/
- (współautorzy: Richard Ettinghausen, Marilyn Jenkins-Madina), Sztuka i architektura islamu 650-1250, przeł. Jolanta Kozłowska, Ivonna Nowicka, Katarzyna Pachniak, konsult. nauk. Małgorzata Redlak, Warszawa: Wydawnictwo Akademickie Dialog 2007.